# Michael Rawson
Michael Rawson (Reino Unido, 26 de mayo de 1934-26 de octubre de 2000) fue un atleta británico especializado en la prueba de 800 m, en la que consiguió ser campeón europeo en 1958.

## Carrera deportiva
En el Campeonato Europeo de Atletismo de 1958 ganó la medalla de oro en los 800 metros, llegando a meta en un tiempo de 1:47.8 segundos, por delante del noruego Audun Boysen y del alemán Paul Schmidt (bronce con 1:47.9 s).